# Alive III
Alive III è il terzo album live del gruppo statunitense dei Kiss. È stato pubblicato il 18 maggio 1993 per l'etichetta discografica Mercury Records, e contiene la registrazione di quattro concerti del Revenge Tour tenutisi a Cleveland, Indianapolis e Detroit tra il 27 e il 29 novembre 1992.
L'album è stato premiato il 27 ottobre 1994 con il disco d'oro ed è stato ripubblicato nel 2006 all'interno dell'album KISS Alive! 1975-2000.

## Tracce
Musiche di Kiss.
1. Creatures of the Night – 4:40 (testo: Paul Stanley e Adam Mitchell)
2. Deuce – 3:42 (testo: Gene Simmons)
3. I Just Wanna – 4:21 (testo: Paul Stanley e Vinnie Vincent)
4. Unholy – 3:43 (testo: Gene Simmons e Vinnie Vincent)
5. Heaven's on Fire – 4:02 (testo: Paul Stanley e Desmond Child)
6. Watchin' You – 3:35 (testo: Gene Simmons)
7. Domino – 3:47 (testo: Gene Simmons)
8. I Was Made for Lovin' You – 4:31 (testo: Paul Stanley, Desmond Child e Vini Poncia)
9. I Still Love You – 6:04 (testo: Paul Stanley e Vinnie Vincent)
10. Rock and Roll All Nite – 3:33 (testo: Simmons, Stanley)
11. Lick It Up – 4:18 (testo: Paul Stanley e Vinnie Vincent)
12. Forever – 4:20 (testo: Paul Stanley e Michael Bolton)
13. Take It Off (Traccia Bonus) – 6:04 (testo: Paul Stanley, Bob Ezrin e Kane Roberts)
14. I Love It Loud – 3:40 (testo: Gene Simmons e Vinnie Vincent)
15. Detroit Rock City – 5:11 (testo: Paul Stanley e Bob Ezrin)
16. God Gave Rock 'N Roll to You II – 5:21 (testo: Russ Ballard, Bob Ezrin, Gene Simmons e Paul Stanley)
17. The Star-Spangled Banner – 2:38 (testo: Francis Scott Key)

## Formazione
- Gene Simmons - voce principale o secondaria, basso
- Paul Stanley - voce principale o secondaria, chitarra ritmica
- Bruce Kulick - chitarra solista o ritmica
- Eric Singer - voce secondaria, batteria

### Collaboratori
- Derek Sherinian - tastiere